# Aéroport de Tonghua Sanyuanpu
L'aéroport de Tonghua Sanyuanpu (通化三源浦机场) (code IATA : TNH • code OACI : ZYTN), aussi appelé aéroport de Tonghua Liuhe, est un aéroport civil et militaire servant la ville de Tonghua dans la province de Jilin, en Chine. Il est situé dans la ville de Sanyuanpu, dans le District de Liuhe, à 50 kilomètres du centre-ville. À l'origine base aérienne militaire, il est converti en aéroport civil en octobre 2009. L'aéroport est ouvert le 18 juin 2014.

## Aéroport
L'aéroport dispose d'une piste de 2 300 mètres, et d'un terminal de 3 000 m2, pouvait accueillir 194 000 passagers annuels.

## Compagnies aériennes et destinations
| Compagnies             | Destinations                                         |
| ---------------------- | ---------------------------------------------------- |
| Air China              | Pékin-Capitale, Canton-Baiyun, Tianjin Binhai        |
| China Eastern Airlines | Dalian-Zhoushuizi, Qingdao-Jiaodong, Shanghai-Pudong |

Édité le 03/02/2018